# Катовице-Брынув
Катовице-Брынув (пол. Katowice Brynów) — остановочный пункт в городе Катовице, в Силезском воеводстве Польши. Имеет 2 платформы и 2 пути.
Остановочный пункт на железнодорожной линии Катовице — Звардонь, построен в 1852 году, когда эта территория была в составе Королевства Пруссия.